# Tommy (film)
Tommy è un film del 1975 diretto da Ken Russell, basato sull'album omonimo del 1969 del gruppo musicale britannico The Who, una delle prime opere rock nella storia. Vi presero parte attori e cantanti tra i quali gli stessi Who, Jack Nicholson, Elton John, Tina Turner, Eric Clapton e Robert Powell.
Venne presentato fuori concorso al 28º Festival di Cannes e ottenne due nomination agli Oscar per la colonna sonora e come miglior attrice (Ann Margret).

## Trama
Il protagonista, Tommy, assiste, quando è ancora bambino, all'uccisione del padre (aviatore della RAF dato per disperso e ricomparso orribilmente sfigurato) per mano del patrigno. L'evento traumatico lo rende cieco, muto e sordo (1921/What about the Boy?), o più probabilmente distaccato dal mondo, in una forma di autismo. Per cercare di guarirlo, la madre ed il patrigno, avido ed alcolista, provano a ricorrere a discutibili personaggi: Hawker, un predicatore che lo introduce nella sua setta religiosa che idolatra Marilyn Monroe; Acid Queen, una prostituta che usa l'LSD come stimolo sensoriale; Kevin, un cugino sadico, ed infine il pervertito zio Ernie; inutile dire che lo stato mentale del ragazzo non ne troverà giovamento ed egli continuerà a restare immobile a contemplarsi di fronte ad uno specchio.
Un giorno Tommy, nonostante il suo handicap, scopre il flipper ed in breve tempo diviene un campione, arrivando fino a sconfiggere The Pinball Wizard, il campione in carica, divenendo una star mediatica e conferendo ricchezza alla sua famiglia. La nuova agiatezza permette di sottoporre Tommy alle cure di un celebre specialista, il quale a sua volta diffida della terapia confidando unicamente sulla volontà di Tommy ed il contatto umano con sua madre, la quale in un momento di disperazione, distrugge lo specchio di fronte al quale Tommy staziona quando non gioca al flipper (Smash the Mirror). Quest'atto, catartico, fa sì che egli riacquisisca di colpo il contatto con il mondo ed addirittura pensi di essere un nuovo messia purificato dalle esperienze passate (I'm Free). La nuova "star del flipper" inizia a predicare, creando una nuova setta con tanto di santuario memoria del villaggio vacanze dove sua madre incontrò il patrigno, e nel quale gli adepti possano raggiungere un nuovo livello di conoscenza seguendo l'esempio del maestro: giocare a flipper senza vedere, sentire e parlare (Sensation/Miracle cure) per poi liberarsi attraversando lo stesso shock da lui subito.
La storia di una giovanissima seguace (Sally Simpson) si inserisce, a questo punto nella trama principale. Nonostante la buona fede del protagonista, per genitori e parenti è un lucroso business, ma in breve tempo l'esperimento fallisce ed i fedeli disillusi gli si rivoltano contro, uccidendo i genitori ed incendiando il santuario (We're Not Gonna Take It). Tommy, malconcio e disorientato, si ritrova a fuggire nella campagna, fino ad arrivare ad una montagna (la stessa dove i genitori, all'inizio del film, avevano trascorso una romantica giornata e, presumibilmente, l'avevano concepito), che scalerà, mani e piedi nudi, lanciando al cielo l'invocazione, che è stata il leitmotiv di tutto il film: See Me, Feel Me, Touch Me, Heal Me ("Guardami, percepiscimi, toccami, guariscimi"). Finalmente giunto sulla cima Tommy, di fronte al sole che sta nascendo, capisce che ha raggiunto la vera libertà e la definitiva elevazione spirituale (Listening to You), la sua.

## Linguaggio stilistico
Il film risulta essere, dal punto di vista stilistico, una specie di piccola antologia del cinema inglese dagli anni Quaranta ai Settanta; infatti la parte iniziale, precedente alla nascita di Tommy, in cui viene narrata la storia d'amore del giovane capitano Walker con Nora, che viene bruscamente interrotta dal richiamo alle armi del pilota, con il successivo abbattimento del velivolo da lui pilotato, è girata nello stile dei film del periodo bellico in cui sentimentalismo, patriottismo e propaganda venivano mescolati senza soluzione di continuità. Esemplare, da questo punto di vista, la scena in cui Nora, incinta e che lavora in una fabbrica di munizioni il cui personale è tutto femminile ed opera alacremente per contribuire allo sforzo bellico, riceve la notizia della scomparsa del marito. O quella della nascita di Tommy, proprio il giorno della fine della guerra, tra un tripudio di bandiere di tutti gli stati vincitori e l'ottimismo per il futuro espresso dal personale dell'ospedale, contrapposto ai sentimenti contrastanti di Nora, dolore per la perdita del marito e gioia per il neonato.
Il cinema degli anni Cinquanta, tutto teso all'evasione ed al divertimento e permeato di grande ottimismo per il futuro, è ben rappresentato negli episodi di Bernie's Holiday Camp e 1951. Ma subito si piomba nell'atmosfera hitchcockiana di What about the Boy?, in bilico tra noir e psicoanalisi. Mentre i brani successivi richiamano stilisticamente la new wave ed i giovani arrabbiati che fecero furore a cavallo tra Cinquanta e Sessanta.
Con Eyesight to the Blind si ha una cesura netta, e le atmosfere diventano più cupe fino a sfociare nella psichedelia di Acid Queen.
Si entra poi negli anni Settanta, e da questo momento lo stile è più omogeneo: si differenzia soltanto Champagne, girato col linguaggio degli spot pubblicitari.

## Differenze rispetto all'album
La versione cinematografica di Tommy mostra alcune differenze rispetto all'album del 1969 da cui deriva. Le principali sono:
- Il periodo storico: nel film Tommy nasce il giorno in cui termina la seconda guerra mondiale e la vicenda si svolge tra gli anni Cinquanta ed i Settanta, mentre nell'album il protagonista nasce nel 1914 e gli avvenimenti hanno luogo nel periodo successivo alla prima guerra mondiale. Ciò ha comportato che la canzone 1921 dell'album diventi 1951 nel film.
- Nell'album è il capitano Walker che, trovando sua moglie a letto con un altro, lo uccide, mentre nella versione cinematografica è il capitano a morire.
- Per il film sono state scritte nuove canzoni che non erano presenti nell'album: Prologue 1945, Bernie's Holiday Camp, Champagne, Mother and Son e T.V. Studio. Inoltre alcuni brani sono stati modificati per esigenze sceniche, ad esempio in Sally Simpson la "Blue Rolls Royce" (Rolls-Royce blu) è divenuta la "Black Rolls Royce" (Rolls Royce nera); nel film The Amazing Journey è stata accorciata di circa tre minuti ed il testo è radicalmente differente; alcune parole sono state aggiunte in Pinball Wizard e in Christmas sono stati eliminati i riferimenti al flipper.
- L'ordine di esecuzione di The Acid Queen e Cousin Kevin è stato invertito così come per Christmas ed Eyesight to the Blind.
- Alcune canzoni sono arrangiate in modo diverso rispetto all'album. In Pinball Wizard, ad esempio, c'è una parte di pianoforte che nell'album non c'è. Lo stesso discorso vale per Cousin Kevin.

## Elenco dei brani
1. Overture from Tommy (The Who) – 5:01
2. Prologue - 1945 (Pete Townshend e John Entwistle) – 2:55
3. Captain Walker/It's a Boy (Pete Townshend, Margo Newman e Vicki Brown) – 2:38
4. Bernie's Holiday Camp (The Who, Oliver Reed, Ann-Margret and Alison Dowling) – 3:42
5. 1951/What about the Boy? (Mott the Hoople, Ann-Margret ed Oliver Reed) – 2:49
6. Amazing Journey (Pete Townshend) – 3:19
7. Christmas (The Who e coro con Ann-Margret, Oliver Reed e Alison Dowling) – 3:59
8. Eyesight to the Blind (Eric Clapton) – 3:21
9. The Acid Queen (Tina Turner) – 3:47
10. Do You Think It's Alright? (1) (Ann-Margret e Oliver Reed) – 0:57
11. Cousin Kevin (Paul Nicholas) – 3:07
12. Do You Think It's Alright? (2) (Ann-Margret e Oliver Reed) – 0:46
13. Fiddle About (The Who, Keith Moon) – 1:40
14. Do You Think It's Alright? (3) (Ann-Margret e Oliver Reed) – 0:29
15. Sparks (The Who) – 3:07
16. Extra, Extra, Extra (Simon Townshend) – 0:37
17. Pinball Wizard (Elton John) – 5:22
18. Champagne (The Who, Ann-Margret e Roger Daltrey) – 4:43
19. There's a Doctor (Oliver Reed e Ann-Margret) – 0:29
20. Go to the Mirror (Jack Nicholson, Roger Daltrey e Ann-Margret) – 3:49
21. Tommy, Can You Hear Me? (Ann-Margret) – 0:55
22. Smash the Mirror! (Ann-Margret) – 1:22
23. I'm Free (Roger Daltrey) – 2:36
24. Mother and Son (Pete Townshend, Ann-Margret e Roger Daltrey) – 2:36
25. Miracle Cure (Simon Townshend) – 0:23
26. Sally Simpson (Eric Clapton, Pete Townshend eRoger Daltrey) – 5:38
27. Sensation (Roger Daltrey) – 2:49; Side four
28. Welcome (Pete Townshend, Roger Daltrey, Ann-Margret e Oliver Reed) – 4:15
29. T.V. Studio (Pete Townshend, Ann-Margret e Oliver Reed) – 1:14
30. Tommy's Holiday Camp (Keith Moon) – 1:29
31. We're Not Gonna Take It (Roger Daltrey e coro) – 4:46
32. See Me, Feel Me/Listening to You (The Who e coro) – 4:19

## Riconoscimenti
- 1976 - Golden Globe
  - Miglior attrice in un film commedia o musicale (Ann-Margret)